# Schwarzes Meer (Bremen)
Das Schwarze Meer (Plattdeutsch Swarte Meer) war ein Altwasser der Weser am Rande der Pagentorner Feldmark in Bremen, nach dem die Straße Am Schwarzen Meer im Stadtteil Östliche Vorstadt benannt wurde.

## Ursprung
Wo genau der ehemalige rechtsseitige Weserarm verlief, aus dem später das Schwarze Meer entstand, ist unbekannt. Es handelte sich vermutlich um einen der ursprünglich zahlreichen Seitenarme des Flusses in der Weserniederung am Rande der Bremer Düne – ähnlich der Balge oder dem Dobben. Dieser Seitenarm wurde irgendwann durch natürliche Veränderungen vom Hauptstrom abgeschnitten und verwandelte sich in einen Binnensee (Niederdeutsch als Meer bezeichnet), später in einen Sumpf. In diesem Zusammenhang erklärt sich auch die Bezeichnung Peterswerder (ein Ortsteil der Östlichen Vorstadt): Es handelte sich einst um eine Flussinsel (Werder), die früher südlich des Dünenrückens zwischen der Weser und dem späteren Schwarzen Meer lag.

## Die Land-/Heerstraße
Durch das Gebiet des Schwarzen Meeres führte die alte Landstraße nach Verden und Hamburg, die beginnend am Ostertor über den Dobben beim Steinturm nach Hastedt führte und weiter über den Alten Postweg nach Hemelingen. Die Straße war im 18. Jahrhundert in schlechtem Zustand, weshalb der Bremer Rat 1770 anordnete, dass der Herr Rheder (die Rhederkasse) den Bau eines Steinweges durch das Schwarze Meer bezahlen sollte. Die Pagentorner Bauerschaft wurde verpflichtet, Sand und Steine zu liefern und die Straße instand zu halten. 1771 wurde die Straße erhöht und mit Gräben und Bäumen versehen.
Ab 1837 befand sich beim Schwarzen Meer der Exerzierplatz des Bremer Stadtmilitärs – er wurde jedoch bereits 1839 wieder aufgegeben, da das Gelände zu morastig war. Gemäß Franz Buchenaus Flora von Bremen aus dem Jahr 1887 wuchs an den „moorigen Gräben“ des Schwarzen Meeres Gewöhnlicher Pillenfarn, der auf sandigen Schlammböden an Seeufern, Teichrändern und Gräben gedeiht.
An der Straße lag auch ein bekanntes Wirtshaus, auf das ein Vers aus einem alten bremischen Lied anspielt:
Scher, Scher, wo kummst du her bi dat slackerige Weer? Ich kam von Swarten Meer, dor gifft dat Köm un Beer.
(Scher, Scher, woher kommst Du bei diesem matschigen Wetter her? Ich komme vom Schwarzen Meer, dort gibt es Korn und Bier.)

## Am Schwarzen Meer
Die Straße Am Schwarzen Meer in den Stadtteilen Peterswerder und Hulsberg erinnert an die alte Flurbezeichnung. Sie liegt zwischen der Kreuzung Vor dem Steintor / St.-Jürgen-Straße und der Ecke Friedrich-Karl-Straße / Am Hulsberg. Sie bekam am 18. September 1906 ihren heutigen Namen – gemäß Monika Porsch könnte sich die Bezeichnung aber auch von dem ehemaligen Gasthaus an der alten Landstraße, genannt Zur Schwarzen Mähre, ableiten.
Die Querstraßen und Anschlussstraßen wurden benannt u. a. als Vor dem Steintor nach dem früheren Steintor am Dobben, Lüneburger Straße, Sankt-Jürgen-Straße von 1862 nach einer Gaststätte, Myrtenstraße von 1874 nach der Pflanze, Oranienstraße von 1874 nach der Orange, Am Langen Deich, der früher um die Pauliner Marsch verlief, Hoyaer Straße, Sorgenfrei von 1861 für eine Gruppe kleiner Wohnhäuser, Arberger Straße, unbenannte Straße, Hemelinger Straße, Verdener Straße, Friedrich-Karl-Straße nach dem Preußenprinzen Friedrich Karl und Am Hulsberg nach dem Ortsteil und dieser nach den früher dort wachsenden Stechpalmen, die auch als Hulsen oder Hülsen bezeichnet wurden.
Entwicklung
1870 und 1880 wurden Linden an der Straße gepflanzt. 1884 entstand an der Heerstraße (heute Am Schwarzen Meer Nr. 15) die unentgeltliche Volksschule Freischule Am Schwarzen Meer, angrenzend wurde 1897 an der Hamburger Straße ein Lehrerseminar eingerichtet, das 1922 in eine Aufbauschule umgewandelt wurde, aus der später das Gymnasium an der Hamburger Straße hervorging. Das 1870 erbaute Institut für Pathologie des Klinikums Bremen-Mitte liegt Am Schwarzen Meer Nr. 134–136. 1900 wurde im Haus Nr. 138 ein Heim für Wöchnerinnen eröffnet, das bis 1943 Bestand hatte.
Durch die Straße führte ab 1879 die Pferdebahn auf der Roten Linie zwischen Hastedt und Doventor. 1900 wurde die Strecke elektrifiziert. Heute fahren die Linien 2 und 10 der Bremer Straßenbahn auf der Strecke Gröpelingen–Sebaldsbrück durch das Schwarze Meer.
An der Straße entstanden ab den 1870er Jahren überwiegend zweigeschossige Wohnhäuser und nach dem Zweiten Weltkrieg drei bis viergeschossige Wohnhäuser und Wohn- und Geschäftshäuser. Bemerkenswert sind u. a.:
- Nr. 1: 2-gesch. Haus von der Gruppe Wohn- und Geschäftshäuser Lüneburger Ecke Hamburger Straße von 1895/96 nach Plänen von Wilhelm Blanke[8]
- Nr. 3 bis 13: Sieben 2- bis 3-gesch. verputzte Wohn- und Geschäftshäuser von um 1900
- Nr. 12 Ecke Sankt-Jürgen-Straße: 4-gesch. Wohn- und Geschäftshaus der 1920/30er Jahre im Bauhausstil
- Nr. 55/57: 2-gesch. neuerer Kinderhort Arche Kunterbunt
- Nr. 101/105: 3-gesch. Gebäude mit Sitz der Bremer Krebsgesellschaft
- Nr. 119: Kulturhof Peterswerder mit Galerie
- Nr. 161/165: Zwei 2-gesch., verputzte Wohnhäuser von um 1900 mit 3-gesch., seitlichen Giebelrisaliten